# Мировое сообщество
Мирово́е соо́бщество (междунаро́дное соо́бщество) — политический термин, употребляемый в работах по политологии, выступлениях политических и государственных деятелей, в средствах массовой информации для обозначения группы государств.
Политический термин используется в качестве общего описания небольшого меньшинства государств, а не буквально всех наций или государств в мире. По мнению юриста Международного уголовного суда Виктора П. Цилониса, речь идет об «интересах наиболее могущественных государств» или «семи-десяти государств». В зависимости от контекста, может указывать на различные группы государств и стран, объединяемые по различным экономическим, политическим и идеологическим характеристикам. Термин иногда используется для того, чтобы подчеркнуть легитимности и консенсуса в отношении точки зрения по спорному вопросу, например, для повышения доверия к большинству голосов в ООН. Часто применяется в качестве риторического приёма для противопоставления одного государства и его политики группе других государств, называемых в этом контексте «мировым сообществом».